# 细胞生物学
细胞生物学（英語：cell biology）舊稱细胞学，是研究细胞的形态结构、生理機能、細胞週期、细胞分裂、細胞自噬、细胞凋亡，以及各種胞器及訊息傳遞路徑的学科。研究範圍專注在生物學的微觀下與分子層次。細胞生物學研究包括極大的多樣性的單細胞生物，如細菌和原生動物，以及在多細胞生物如人類、植物和海綿的許多專門的細胞。
细胞生物学在显微、亚显微和分子水平三个层次上进行研究，并不断向探究细胞与细胞间、细胞与细胞外界相互作用等领域拓展，向探究细胞增殖、分裂、死亡等生命活动内在规律纵深。从生命结构层次看，细胞生物学位于分子生物学与发育生物学之间，同它们相互衔接，互相渗透。
細胞是生命的基本單位，細胞的特殊性決定了個體的特殊性，因此，對細胞的深入研究是揭開生命奧秘、改造生命和征服疾病的關鍵。細胞生物學已經成為當代生物科學中發展最快的一門尖端學科，是生物學、農學、醫學、畜牧、水產和許多生物相關專業的一門必修課程。 50年代以來諾貝爾生理與醫學獎大都授予了從事細胞生物學研究的科學家。
細胞生物學是研究細胞結構、功能及生活史的一門科學。細胞生物學由细胞学（cytology）發展而來，细胞学是關於細胞結構與功能（特別是染色體）的研究。現代細胞生物學從顯微水平、超微水平和分子水平等不同層次研究細胞的結構、功能及生命活動。
對於所有的生物科學，了解細胞的成分和細胞是如何工作是至關重要的。賞析細胞類型之間的異同，對於細胞和分子生物學領域以及生物醫學領域，如癌症研究和發育生物學尤為重要。這些基本的相似性和差異提供了一個統一的主題，有時允許從研究一種細胞類型學到的原則進行外推並推廣到其他類型的細胞。因此，細胞生物學的研究和以下學科密切相關：遺傳學，生物化學，分子生物學，免疫學和發育生物學。

## 内部细胞结构

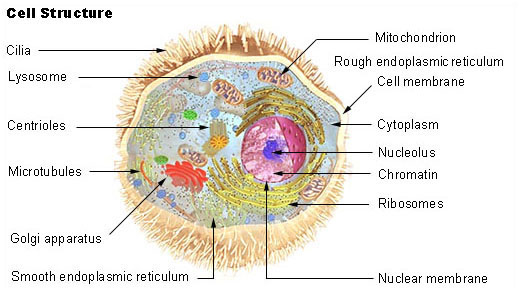
细胞的一般结构和分子组分

### 化学和分子环境
细胞的研究在分子水平上进行; 然而，细胞内的大多数过程由小有机分子，无机离子，激素和水的混合物组成。约75-85％的细胞体积是由于水使其由于水的极性和结构而成为不可缺少的溶剂。细胞内作为底物的这些分子为细胞进行代谢反应和信号传导提供了合适的环境。细胞形状在不同类型的生物体之间变化不同，因此被分为两类：真核生物和原核生物。在由动物，植物，真菌和原生动物细胞组成的真核细胞的情况下，形状通常是圆形和球形的，而对于由细菌和古菌构成的原核细胞，形状是： 球形（球菌），杆状（杆菌），弯曲状（弧菌）和螺旋状（Spirochaete）.。
细胞生物学更侧重于真核细胞及其信号传导途径的研究，而不是微生物学所涵盖的原核生物。细胞的一般分子组成的主要成分包括：自由流动或膜结合的蛋白质和脂质，以及称为细胞器的不同内部区室。该细胞的环境由允许上述分子和离子交换的亲水性和疏水性区域构成。

### 细胞结构
- 中心体 - 一组相关的圆柱形蛋白质结构（中心粒），其组织微管并帮助在真核生物细胞分裂期间形成有丝分裂纺锤体
- 细胞膜（细胞膜） - 细胞的一部分，其将细胞与外部环境隔开并保护细胞，以及调节进入和离开细胞的部分
- 细胞壁 - 为细胞提供结构支持和保护，同时也是一种过滤机制（存在于植物、真菌和细菌等生物的细胞外）
- 叶绿体 - 光合作用的关键细胞器（仅存在植物细胞中）
- 纤毛 - 具有细胞骨架的真核生物的运动结构，轴突。
- 细胞质 - 细胞内主要流体填充空间的内容，化学反应也发生在这种果冻样物质中。
- 细胞骨架 - 细胞内的蛋白质细丝（微丝，微管和中间细丝）
- 内质网（粗糙） - 膜蛋白合成的主要位点
- 内质网（平滑） - 脂质合成的主要部位
- 核内体 - 囊泡，其运输膜和内和外细胞内容物用于通过溶酶体再循环或降解
- 鞭毛 - 细菌，古菌和真核生物的活动结构
- 高尔基体 - 内膜系统中蛋白质糖基化的位点
- 磷脂双分子层 - 细胞膜的基本组织结构
- 溶酶体 - 酸性细胞器，其将细胞废物和碎片分解成简单的化合物（仅存在于动物细胞中）
- 微绒毛 - 增加从周围介质吸收营养物的表面积
- 线粒体 - 通过释放三磷酸腺苷(ATP)形式的能量产生主要能量的细胞器
- 细胞核 - 含有由DNA组成的染色体，生命的基石。细胞核组织（英语：Nuclear organization）对于规定细胞核功能很重要。
- 细胞器 - 用于主要亚显微细胞结构的术语
- 过氧化物酶体 - 一种非常小的细胞器，使用氧气来分解和解毒长脂肪酸和其他分子
- 性菌毛 - 也称为fimbria用于共轭和有时运动
- 核糖体 - 细胞中蛋白质合成所需的核糖核酸(rRNA)和蛋白质复合物
- 淀粉颗粒 - 存在于典型植物细胞的细胞质中，它储存植物的化学能。
- 液胞 - 含有细胞液或其他储存材料。
- 囊泡 - 运输物质的细胞内的小膜球体。

## 過程

### 生长和发育

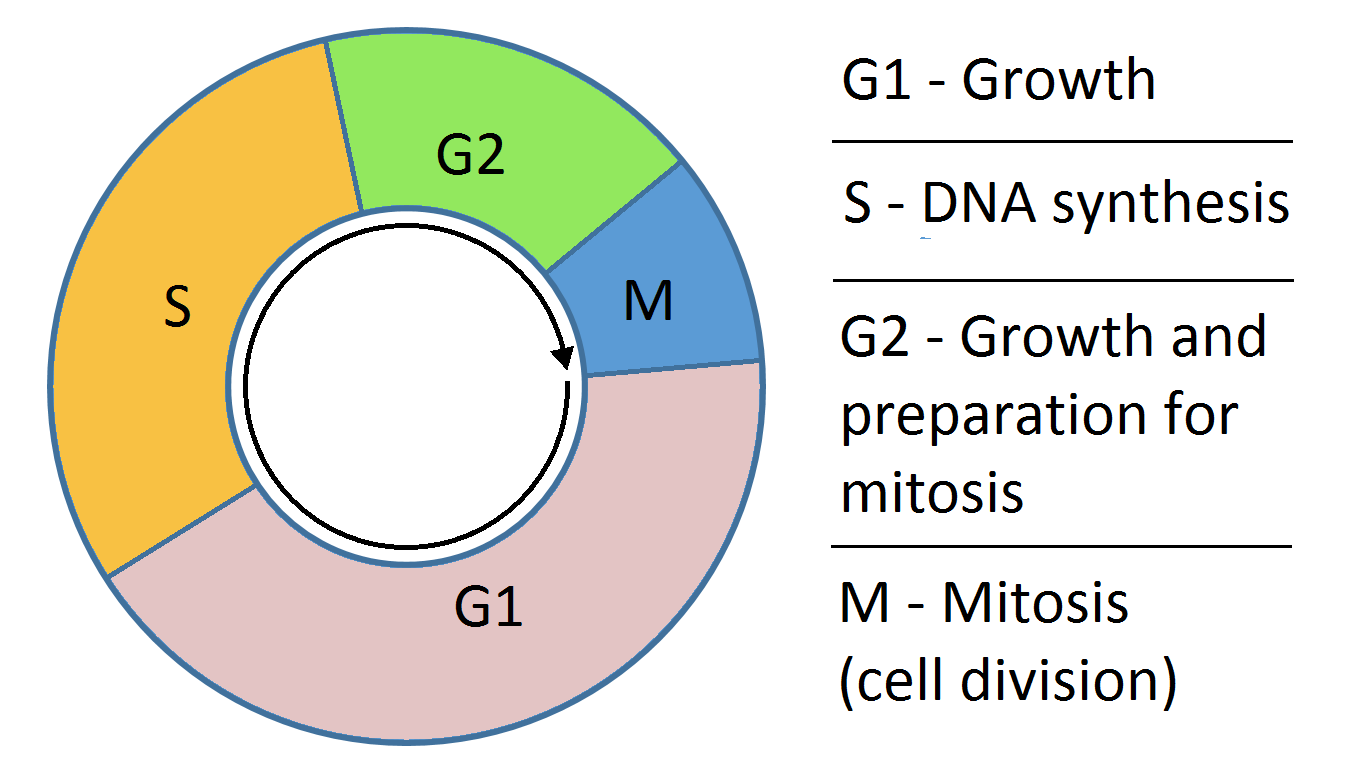
细胞周期的一般概念

细胞的生长过程不是指细胞的大小，而是指在给定时间存在于生物体中的细胞数目的密度。细胞生长涉及生物体中存在的细胞数量随着其生长和发育而增加; 随着生物体变大，存在的细胞数量也增加。细胞是所有生物的基础，它们是生命的基本单位。细胞的生长和发育对于宿主的维持和生物体的存活是必需的。对于该过程，细胞经历细胞周期和发育的步骤，其涉及细胞生长，DNA复制，细胞分裂，再生，专门化和细胞死亡。细胞周期分为四个不同的阶段，G1，S，G2和M。G阶段 - 是细胞生长阶段 - 构成约95％的周期。细胞的增殖是由祖细胞发起的，细胞随后分化成为专化的，其中相同类型的特化细胞聚集形成组织，然后器官并最终形成系统。G期与S期 - DNA复制，损伤和修复 - 被认为是周期的相间阶段。而M期（有丝分裂和胞质分裂）是该周期的细胞分裂部分。细胞周期受一系列信号因子和复合物如CDK's，激酶，和p53的调控，仅举几例。当细胞完成其生长过程，并且如果发现其被损坏或改变，则其通过细胞凋亡或坏死发生细胞死亡，以消除其对生物体存活造成的威胁。

### 蛋白質的運動

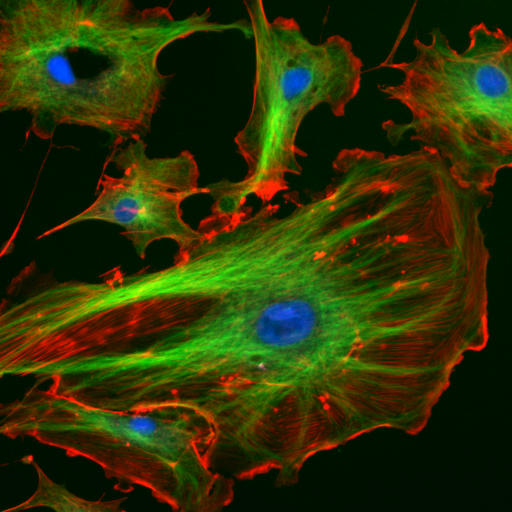
顯微鏡下觀察內皮細胞。細胞核被染成藍色的微管被標記為綠色，由抗體和肌動蛋白絲與熒光鬼筆環肽（紅色）

每種類型的蛋白質通常是傳送到細胞某一特定部分。細胞生物學的一個重要組成部分是研究由蛋白質移動到細胞內不同的地方，或從細胞不同的地方分泌的分子機制。
大多數蛋白質是由粗面內質網（RER）上的核糖體合成的。核糖體含有的核酸核糖核酸(RNA)，它裝配和連接的氨基酸製造蛋白質。在細胞質內以及在內質網(RER)內，它們可以被單獨的或群組的找到。這個過程被稱為蛋白質的生物合成。

### 其他的細胞過程
- 主動運輸和被动运输 - 移進和移出細胞的分子運動。
- 自噬 - 使細胞“吃”自己的內部元件或入侵微生物的過程。
- 細胞粘附（英语：Cell adhesion） - 保持細胞和組織在一起。
- 細胞運動 - 趨化性，收縮，纖毛和鞭毛。
- 细胞信号传送 - 來自外部的信號調控細胞行為。
- DNA修復 - 细胞程序性死亡，和細胞衰老。
- 代谢 - 糖酵解, 呼吸作用, 光合作用, 和化能合成。
- 转录和RNA剪接 - 基因表達

## 用於研究細胞的技術

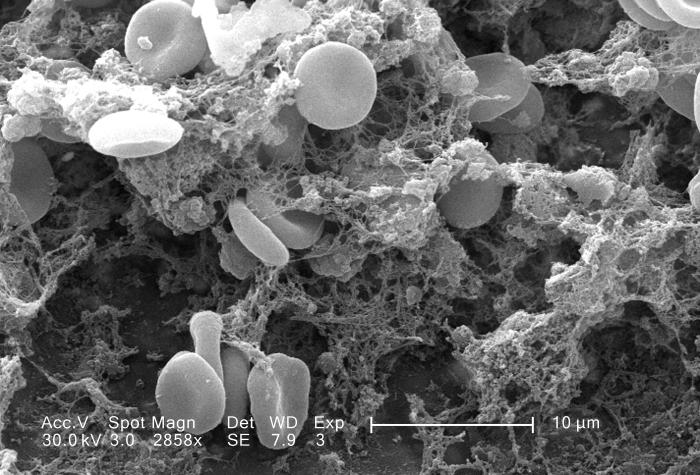
血液细胞凝固的电子显微镜照片

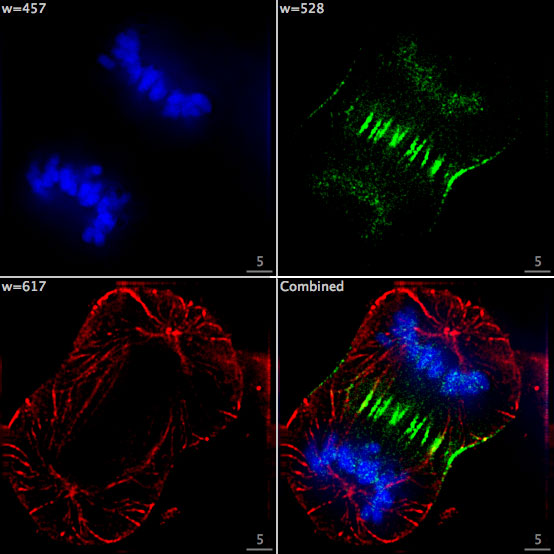
使用荧光染色特定结构，研究细胞分裂

細胞可能是在顯微鏡下觀察，使用多個不同的技術，這些技術包括: 光學顯微鏡，透射電子顯微鏡，掃描電子顯微鏡，熒光顯微鏡，相关光电子显微镜，和共聚焦顯微鏡檢查。
- 细胞培养是在实验室中独立于生物体的生长细胞的基本技术。
- 免疫染色，也称为免疫组织化学染色法，是用于定位细胞或组织切片中的蛋白质的专门的组织学方法。
- 计算基因组学（英语：Computational genomics）用于查找基因组信息中的模式[6]。
- DNA微陣列鉴定在不同的实验条件之间的转录水平的变化。
- 基因敲落突变一个选择的基因。
- 聚合酶链式反应(PCR)可以被用来确定细胞中一个基因存在多少拷贝。
- 轉染将新基因引入细胞，通常是表达构建体。

细胞及其部分的纯化。可以使用以下方法进行纯化：
- 细胞分离（英语：Cell fractionation）
  - 通过细胞破坏释放细胞器。
  - 通过离心分离不同的细胞器。
- 流式细胞术(flow cytometry)
- 免疫沉澱法(Immunoprecipitation, IP)
  - 抗体与靶蛋白的结合。
  - 通过洗脱收集靶蛋白[7]。
- 通过洗涤剂和盐或其他类型的化学物质从细胞膜提取的蛋白质。

## 著名的細胞生物學家
- 彼得·阿格雷
- 古特·布洛伯爾
- 克里斯汀·德·迪夫
- 罗伯特·胡克
- H·罗伯特·霍维茨
- 安東尼·范·列文虎克
- 彼得·米切尔
- 保罗·纳斯
- 喬治·埃米爾·帕拉德
- 钱永健